# Kirkby Mallory
Pour les articles homonymes, voir Kirkby et Mallory.
Kirkby Mallory est un village du district de Hinckley and Bosworth, dans le Leicestershire, en Angleterre. 
En 1931, la paroisse comptait 231 habitants.
Kirkby Mallory est principalement connu pour son circuit de course, le Mallory Park, une piste de 1,6 km où se déroulent des courses de voitures et de motos.

## Histoire
Kirkby doit son nom à la famille Mallory, notamment à Anketil Malory (1341-1393), chevalier et gouverneur du château et de la ville de Leicester à l'époque de Richard II. En 1564, la population était composée de 25 familles.
En 1675, Thomas Neale devient le 3e baronnet de Kirkby Mallory et hérite de Kirkby Manor de son père, le baronnet William Neale. En 1696, le frère de Thomas, John Neale (père de Clobery et William), laisse un registre des loyers répertoriant les locataires et leurs loyers et faisant référence au manoir ou à la salle de Sir John avec des bois attenants d'une valeur de 3 000 livres et « un grand parc, très bien boisé et peuplé de cerfs ».
La paroisse se distinguait par sa salle, reconstruite au XVIIIe siècle par le Lord Vicomte Wentworth mais démolie en 1952.
Ada Byron (née le 10 décembre 1815), fille de Lord Byron et collègue de Charles Babbage, a vécu dans le Kirkby Hall, aujourd'hui démoli, pendant son enfance avec sa mère, Annabella Milbanke.
Le 1er avril 1935, la paroisse est abolie et fusionne avec Peckleton ; une partie est également revenue à Newbold Verdon.

## Personnalité
- Henry Edward Colvile (1852-1907), officier, explorateur et écrivain, y est né.